# Internationale Cricket-Saison 1973
Die internationale Cricket-Saison 1973 fand zwischen Mai 1973 und September 1973 statt. Als Sommersaison wurden vorwiegend Heimspiele der Mannschaften aus Europa ausgetragen.

## Überblick

### Internationale Touren
| Beginn        | Heimteam | Auswärtsteam | Resultate | Resultate | Artikel |
| Beginn        | Heimteam | Auswärtsteam | Test      | ODI       | Artikel |
| ------------- | -------- | ------------ | --------- | --------- | ------- |
| 7. Juni 1973  | England  | Neuseeland   | 2–0 [3]   | 1–0 [2]   | Artikel |
| 26. Juli 1973 | England  | West Indies  | 0–2 [3]   | 1–1 [2]   | Artikel |

### Internationale Turniere (Frauen)
| Beginn        | Turnier                        | Land    |
| ------------- | ------------------------------ | ------- |
| 20. Juni 1973 | Women’s Cricket World Cup 1973 | England |

## Nationale Meisterschaften
Aufgeführt sind die nationalen Meisterschaften der Full Member des ICC.
| Land    | First-Class                | List A            |
| ------- | -------------------------- | ----------------- |
| England | County Championship 1973   | Gillette Cup 1973 |
|         | John Player League 1973    |                   |
|         | Benson and Hedges Cup 1973 |                   |